# Moździerz Livensa

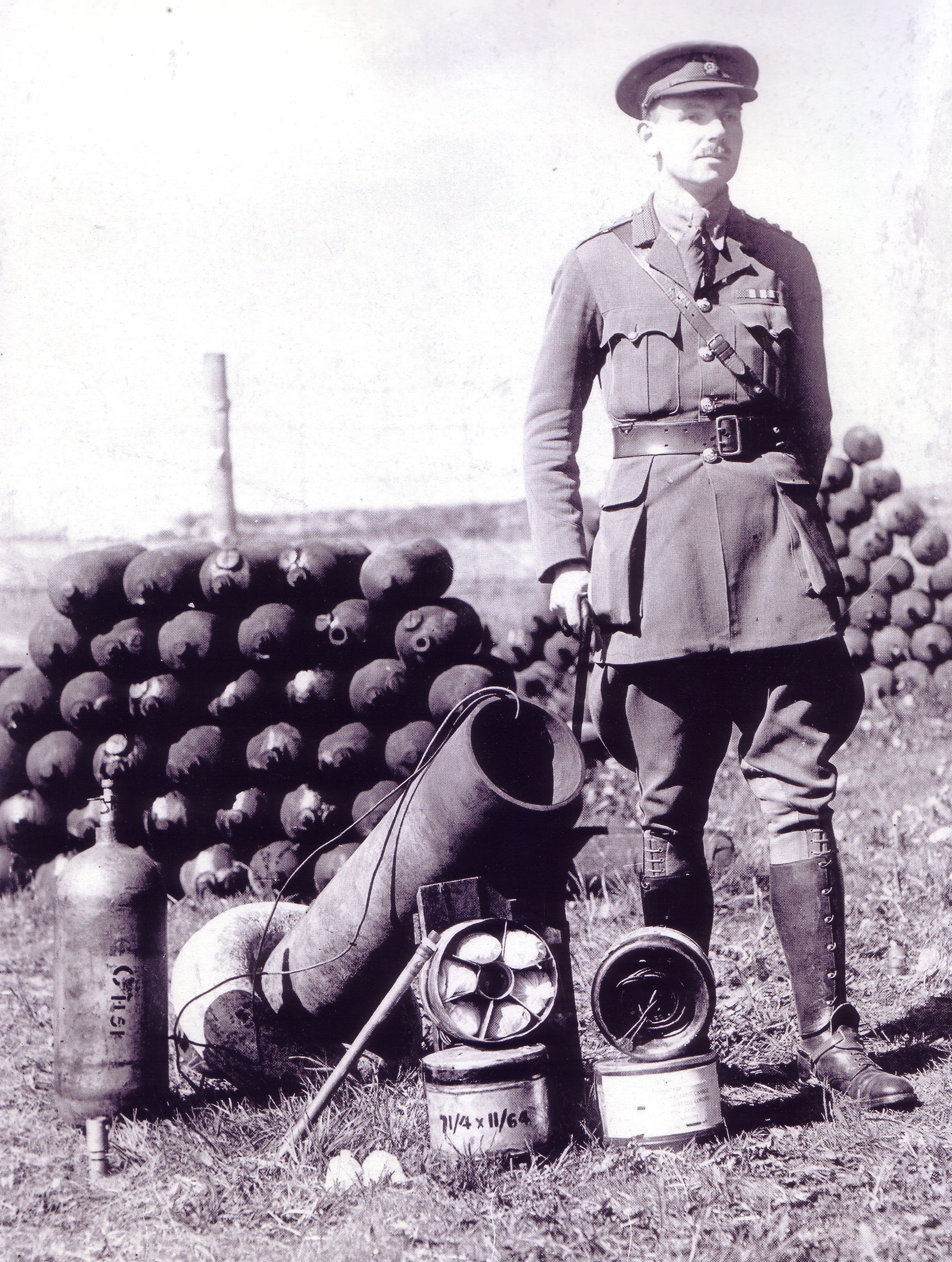
Kapitan W.H.Livens i jego "miotacz"

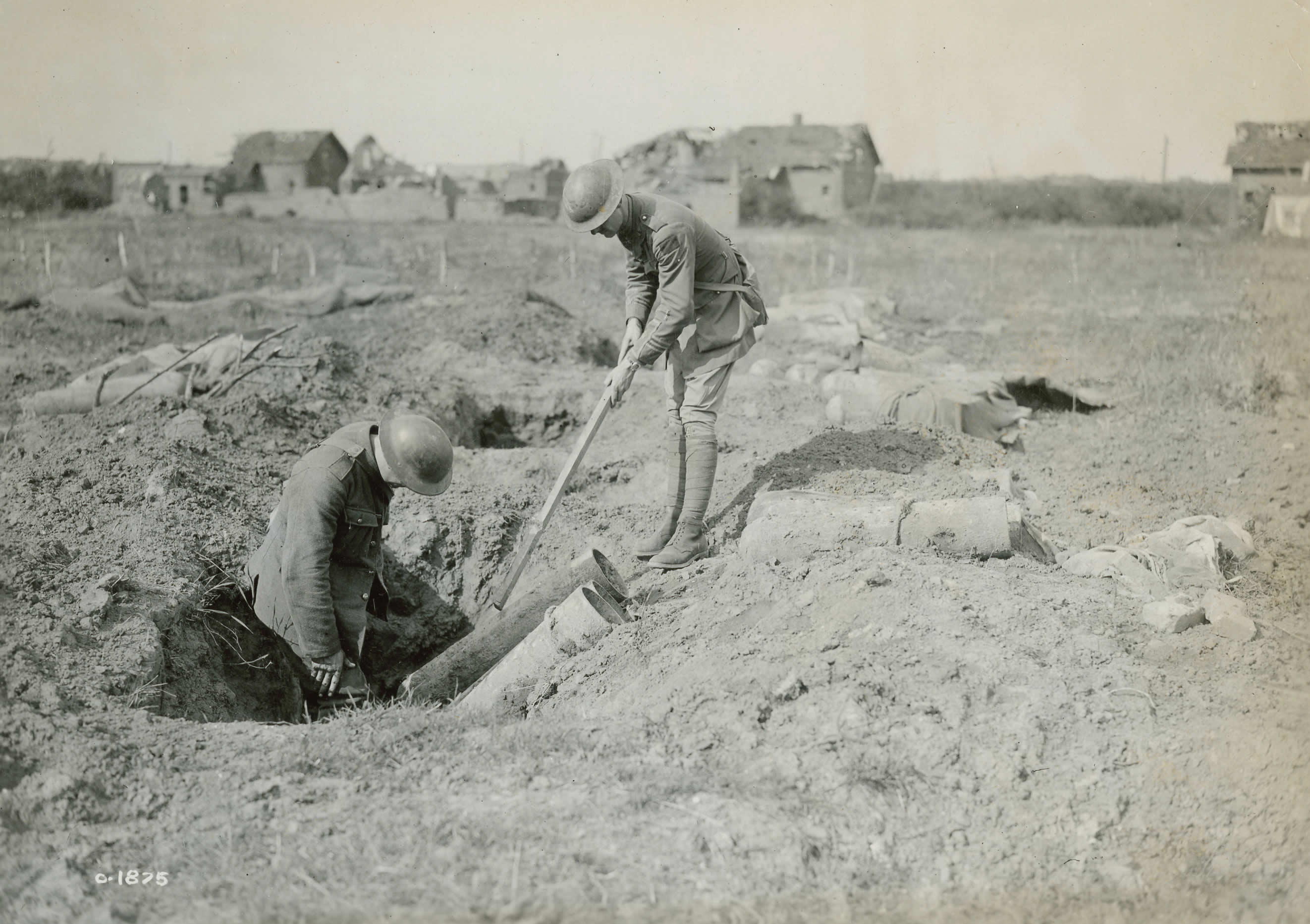
Wkopywanie moździerzy

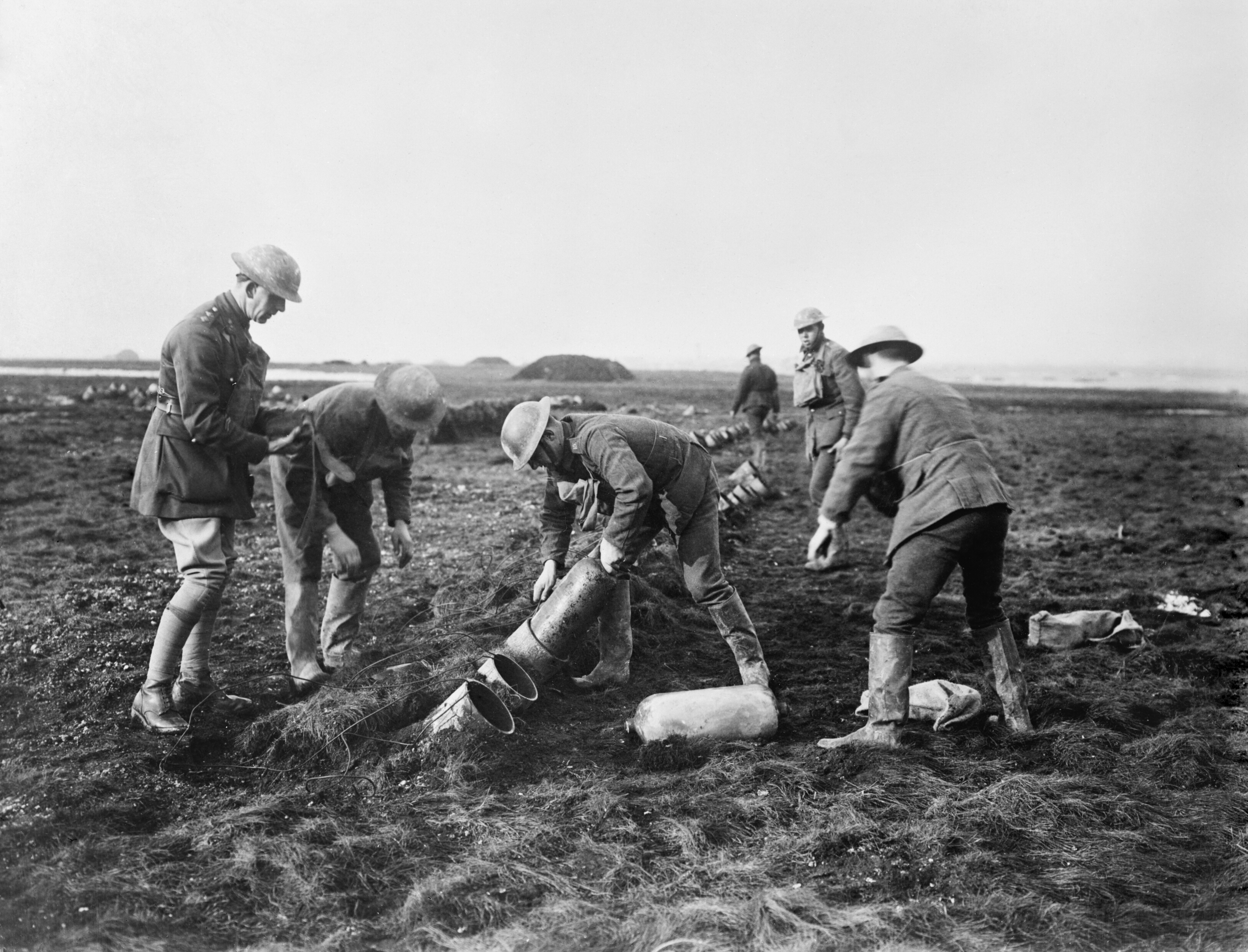
Oddział Royal Engineers ładujący moździerze Livensa

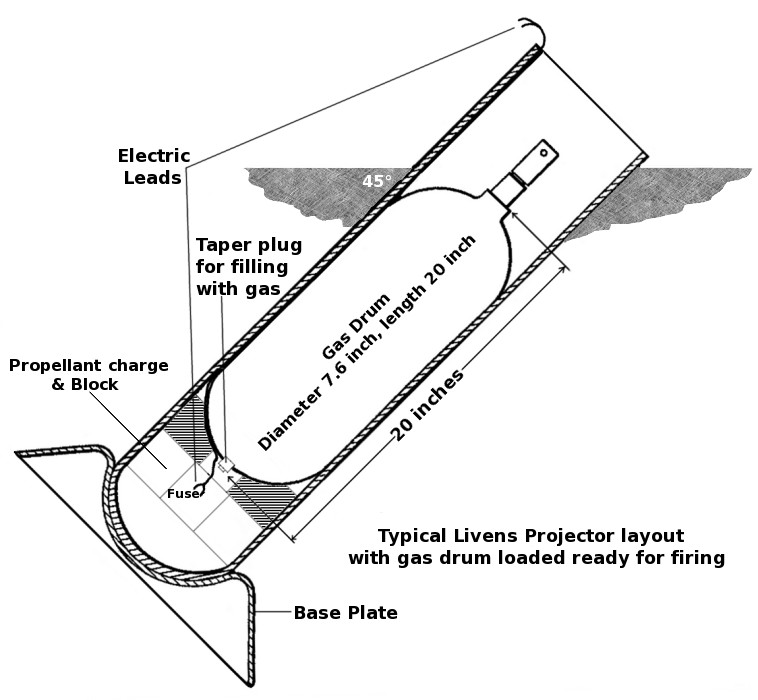
Przekrój moździerza gotowego do strzału. Widać bombę gazową długą na 20 cali (50 cm), elektryczny przewód odpalający i podstawę, wkopaną w ziemię

Moździerz Livensa (Livens mortar lub Livens Projector) – bardzo prosty, najczęściej o kalibrze 203 mm, moździerz konstrukcji angielskiej z czasów I wojny światowej, przeznaczony do miotania bomb zapalających lub gazowych.

## Historia
Moździerz został opracowany przez kapitana Williama Howarda Livensa, dowodzącego kompanią miotaczy ognia, wchodzącej w skład Specjalnych Kompanii Royal Engineers (brytyjskich saperów). W czasie bitwy nad Sommą okazało się, że miotacze ognia mają za mały zasięg. Kapitan Livens wpadł na pomysł konstrukcji prostego moździerza do wystrzeliwania pojemników z mieszanką zapalającą.
Jego pierwsza konstrukcja została sporządzona z beczek po oleju do miotaczy ognia, mających średnicę ok. 12 cali (30 cm) i wysokich na 20 cali (50 cm). Po odcięciu jednego denka, a następnie wkopaniu beczułki w ziemię pod odpowiednim kątem powstawało proste urządzenie, ładowane niewielką ilością czarnego prochu. Do moździerza wkładano pierścień z drewna, wzmacniający dno, i pocisk, którym była puszka po oleju smarnym (wysoka na ok. 30 cm). Puszka napełniona była mieszanką zapalającą i wyposażona w szmaciany knot, który zapalał się w momencie strzału. Broń była tania i prymitywna, ale potencjalnie bardzo groźna – Livens szacował, że użyte masowo pozwolą zmniejszyć koszt zabicia jednego Niemca do 16 szylingów.
Na podstawie projektów Livensa wyprodukowano kolejne, prefabrykowane wersje moździerzy, nazywane często ze względu na proweniencję Livens Drum („beczka Livensa”) lub Livens projector („miotacz Livensa”) – unikano terminu moździerz, by przyspieszyć realizację zamówień, ponieważ wydział odpowiedzialny za amunicję do dział i moździerzy był przeciążony obowiązkami, a za broń piechoty odpowiadał kto inny. W grudniu 1916 dowództwo brytyjskie zamówiło 15 tys. „miotaczy” i 50 tys. bomb. Druga wersja urządzenia miała zasięg ok. 320 m i wyrzucała bombę ważącą 60 funtów, z której wagi aż 42 funty stanowiła mieszanka zapalająca, co było wyśmienitym rezultatem. Salwa setki takich moździerzy wsparła z bardzo dobrym rezultatem natarcie na grań Messines w 1917
Kapitan Livens zorientował się, że jego moździerz może też rozwiązać kwestię przeprowadzenia skutecznego ataku gazowego: chodziło o kontrolowanie przemieszczania się gazu oraz odpowiednie zagęszczenia chmury tegoż. Pierwotnie stosowana metoda ataku falowego (wypuszczania chmury gazu z setek butli w kierunku wroga) była zależna od czynników pogodowych (powiew wiatru w przeciwnym kierunku kierował gaz w kierunku własnych wojsk). Artyleria była w stanie wyrzucić pociski daleko od własnych oddziałów, ale miała trudność ze skupieniem dostatecznej liczby pocisków, by osiągnąć śmiertelne stężenie gazu. Wielka salwa moździerzy pokrywała cel chmurą gazu w bezpiecznej odległości od własnych wojsk.
Broń wymagała poprawek, w szczególności zwiększenia zasięgu, do czego konieczne było użycie mocniejszych luf. Produkowano je z najpospolitszej, spawanej bezszwowo rury stalowej, która miała średnicę 8 cali (203 mm) i tak ustalił się standardowy kaliber miotacza. Lufa musiała mieć długość ok. 90 cm, by zachować celność i donośność; wagę utrzymano poniżej 45 kg, by mógł go przenieść jeden człowiek. W późniejszym okresie produkowano też moździerze ze słabszej blachy, wzmocnione oplotem z hartowanego drutu i wersje wytłaczane z jednego kawałka blachy. Mocniejsze moździerze mogły strzelać na ok. 1200 m, a najpóźniejsze wersje, już powojenne – nawet na 2200 m. Bomby musiały być starannie spawane, bo miały cienkie ścianki, pękające przy uderzeniu o cel (nie posiadały wybuchowego zapalnika), a zbyt słabe szwy przepuszczały gaz (chlor).

## Zastosowanie
Po raz pierwszy moździerze weszły do użycia wspierając australijskie natarcie pod La Boselle 25 kwietnia 1916. Trzy sekcje (łącznie 80 moździerzy) zostały zainstalowane przed rozpoznanymi wcześniej gniazdami niemieckich karabinów maszynowych. Odpalone zdalnie bomby zalały niemieckie stanowiska płonącą mieszanką, niszcząc je całkowicie. Odwetowa nawała artyleryjska zniszczyła wszystkie moździerze, ale nie miało to większego znaczenia, wobec faktu że wykonały swe zadanie; okazało się też, że nawet moździerze, które uległy rozsadzeniu i tak skutecznie wystrzeliły swe pociski.
Jako broń chemiczną wykorzystano moździerze próbnie 24 września 1916 podczas próbnego ataku na Thiepval. Salwa moździerzy skoncentrowała 1100 funtów (ok. 500 kg) gazu na przestrzeni 70 m, tworząc "jezioro", które powoli spłynęło przez niemieckie pozycje, zabijając ok. 200 żołnierzy. 
Na wielką skalę chemiczna wersja "miotacza" zadebiutowała w kwietniu 1917 roku pod Arras: salwa 2340 moździerzy z 31 stanowisk wystrzeliła łącznie ok. 50 ton fosgenu i chloru, tworząc chmurę gazu, która pełzła ok. 6 km w głąb niemieckich linii. Niemcy nie zdawali sobie sprawy z charakteru nowej broni, prawdopodobnie dlatego że świadkowie jej użycia nie przeżyli. W październiku 1917 pod Passchendaele salwa 600 moździerzy zabiła ok. 2500 żołnierzy 80 i 81 Rezerwowego Pułku Piechoty niemieckiej. Od kwietnia do listopada 1917, w 25 atakach, Brytyjczycy wystrzelili 97 tys. pojemników z gazem (w przededniu ataku czołgów pod Cambrai wystrzelono nawałę 4200 bomb). W 1917 Royal Engineers Special Brigade wystrzeliła 1307 ton gazu z miotaczy Livensa, trzy razy więcej niż innymi metodami (z butli i w pociskach moździerzy Stokesa).
Do końca wojny Brytyjczycy, Francuzi i Włosi wyprodukowali ok. 150 tys. tych moździerzy, a sama tylko brytyjska produkcja bomb gazowych wyniosła 430 tys. sztuk.

## Budowa i sposób użycia
Moździerz składał się z lufy i płyty oporowej. Pocisk w postaci cienkościennej bomby zapalającej lub gazowej (na ogół mieszanka fosgenu i chloru lub czysty fosgen), wystrzeliwany był za pomocą ładunku prochowego, odpalanego elektrycznie. Nachylenie lufy przez wkopanie w ziemię pod odpowiednim kątem (zazwyczaj 45°, według powojennych instrukcji od 45° do 70°). Zasięg regulowano wielkością ładunku prochowego. 
Dla modelu amerykańskiego dane techniczne przedstawiały się następująco: lufa o kalibrze 200-203 mm, długa na 950 mm i ważąca 47 kg opierała się o płytę oporową o wymiarach 49 na 32 cm i masie 12,7 kg. Pocisk o skorupie ważącej 15 kg zawierał 12,7 kg środka trującego lub dymnego, rozpraszanego przez detonator o masie 0,9 kg. Zapalnik czasowy z opóźnieniem 30-35 sekund. Ładunek miotający z 226 gramów prochu bezdymnego umieszczony był w puszce ładowanej na dno moździerza; puszka zawierała ładunek podpałowy prochu czarnego i kable, które wyprowadzano na zewnątrz, do zapalarki elektrycznej. Ładunki dodatkowe o maksymalnej masie do 900 g prochu służyły zwiększaniu zasięgu (minimalny 820 m, maksymalny 1300 m).
Dla uzyskania najlepszego efektu strzelanie prowadzono salwami z wielu (często 200–400 i więcej) moździerzy, ustawianych szeregowo w rowach rzędami; osiągano w ten sposób stężenie gazu przebijające pochłaniacze masek przeciwgazowych. Najlepsza pogoda była bezwietrzna, gdy gaz zalegał na ostrzelanym terenie, mając większą gęstość od powietrza spływał w zagłębienia terenu i okopy, w których chronili się żołnierze wroga. Moździerze najlepiej nadawały się do zaskakujących uderzeń na dużą skalę, ale mogły też być wykorzystywane do działań nękających; były stosunkowo łatwe do montażu – kompania saperów mogła zainstalować 1200 sztuk w ciągu jednej nocy.